# Rudy Rucker

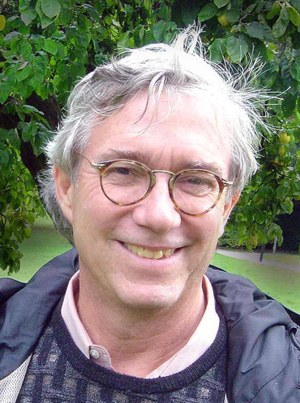
Rudy Rucker, 2006

Rudy Rucker (eigentlich Rudolf von Bitter Rucker; * 22. März 1946 in Louisville, Kentucky) ist ein US-amerikanischer Mathematiker, Informatiker, Science-Fiction-Autor und Philosoph. Seine fiktionalen Werke werden zum Cyberpunk-Genre gerechnet und er gilt als Mitbegründer dieser literarischen Bewegung. Die ersten beiden Romane seiner Ware-Romantetralogie, Software (1980) und Wetware, machten ihn berühmt und wurden mit Philip K. Dick Awards ausgezeichnet. Außerdem ist Rucker Verfasser zahlreicher populärer Sachbücher zu erkenntnistheoretischen Themen und Mitherausgeber des Science-Fiction-Magazins Flurb.

## Leben
Rudy Rucker besuchte eine Privatschule in Louisville, später die St. Xavier High School, bevor er den BA in Mathematik am Swarthmore College und einen Master und den Ph.D. in Mathematik an der Rutgers University erwarb. Er studierte von 1963 bis 1967 Mathematik am Swarthmore College und von 1967 bis 1972 an der Rutgers University und lehrte als Dozent für Philosophie der Mathematik. Er schrieb Sachbücher über seinen Fachbereich und machte sich in den kommenden Jahren einen Namen als Science-Fiction-Autor der jüngeren Generation.
1972 erhielt er seine erste Anstellung am State University College in Geneseo, New York. Er veröffentlichte sein erstes Sachbuch Geometry, Relativity and the Fourth Dimension sowie seinen ersten Roman Space Donuts. Von 1978 bis 1980 war Rucker Stipendiat der Alexander von Humboldt-Stiftung und lebte mit seiner Familie in Heidelberg. Dort lehrte er an der Ruprecht-Karls-Universität Mathematik und schrieb während dieser Zeit unter anderem den Roman Software.
Rucker kehrte 1980 wieder in die USA zurück. Nach zwei Jahren an dem kleinen Randolph-Macon Woman’s College in Lynchburg, Virginia, begann er hauptberuflich als Autor zu arbeiten und schrieb in den kommenden vier Jahren sechs Bücher. Seine bisher bekanntesten Romane Software und Wetware gewannen 1983 und 1989 den Philip K. Dick Award. 2011 gewann er den Emperor Norton Award für seine Autobiografie Nested Scrolls: The Autobiography of Rudolf von Bitter Rucker.
Ab 1986 begann Rucker wieder zu lehren und hatte bis 2004 eine Professur für Mathematik und Informatik an der San José State University inne. Seine Schwerpunkte lagen auf Programmierung, Computergrafik und Spiele-Programmierung. Im Sommer 2004 beendete er seine Tätigkeit und ist seitdem wieder hauptberuflicher Autor. Im Jahr 1999 brachte ihn die literarische Beschäftigung mit dem Maler Pieter Bruegel selbst zur Malerei. Seitdem sind über 282 eigene Gemälde entstanden (Stand Juni 2025).
Rucker ist seit 1967 mit einer Studienkollegin verheiratet und hat drei Kinder. Er ist über seine Mutter ein Ur-Ur-Ur-Enkel des Philosophen Georg Wilhelm Friedrich Hegel.

## Werke

### Sachbücher
- Geometry and Reality (1973)
- Geometry, Relativity and the Fourth Dimension (1977)
- Mystic Fuzz (1977)
- Infinity and the Mind (19802)
  - Deutsch: Die Ufer der Unendlichkeit. Analysen und Spekulationen über die mathematischen, physikalischen und wirklichen Ränder unseres Denkens. Übersetzt von Klaus Volkert. Krüger, Frankfurt a. M. 1989, ISBN 3-8105-1606-6.
- The Fourth Dimension (1984)
  - Deutsch: Die Wunderwelt der vierten Dimension. Übersetzt von Jochen Eggert. Scherz, Bern u. a., 1987, ISBN 978-3-502-13630-9.
- Mind Tools: The Five Levels of Mathematical Reality (1987)
  - Deutsch: Der Ozean der Wahrheit oder die fünf Arten zu denken. Übersetzt von Klaus Volkert. Krüger, Frankfurt a. M. 1988, ISBN 978-3-8105-1604-6.
- Artificial Life Lab (1993)
- Seek! (1999)
- As Above, so Below: A Novel of Peter Bruegel (2002)
- Software Engineering and Computer Games (2003)
- Lifebox, the Seashell, and the Soul (2005)
- Nested Scrolls: The Autobiography of Rudolf von Bitter Rucker (2011) Autobiographie

### Science-Fiction
Romane
Ware
1. Software (1982)
- Deutsch: Software. Übersetzt von Kurt Bracharz. Heyne (Heyne SF&F #4498), München 1988, ISBN 3-453-02759-0.

2. Wetware (1988)
- Deutsch: Wetware. Übersetzt von Kurt Bracharz. Heyne (Heyne SF&F #4802), München 1991, ISBN 3-453-04995-0.

3. Freeware (1997)
4. Realware (2000)
- White Light: Or, What Is Cantor’s Continuum Problem (1980)
  - Weißes Licht. Übersetzt von Udo Breger. Sphinx, Basel 1981, ISBN 978-3-85914-405-7. Neuausgabe: Heyne (Heyne SF&F #4221), München 1985, ISBN 3-453-31200-7 (mit einem Nachwort von Michael Nagula).
- Spacetime Donuts (1981)
  - Deutsch: Gödel, Zappa, Rock’n’Roll. Übersetzt von Udo Breger. Fischer Taschenbuch #8713, Frankfurt a. M. 1989, ISBN 3-596-28713-8.
- The Sex Sphere (1983)
  - Deutsch: Lafcadio und die Sexkugel. Übersetzt von Udo Breger. Fischer Taschenbuch #8704, Frankfurt a. M. 1989. ISBN 3-596-28704-9.
- Master of Space and Time (1984)
  - Deutsch: Herr über Raum und Zeit. Übersetzt von Udo Breger. Krüger, Frankfurt a. M. 1989, ISBN 978-3-8105-1605-3.
- The Secret of Life (1985)
  - Deutsch: Lichtfänger. Übersetzt von Udo Breger. Krüger, Frankfurt a. M. 1986, ISBN 978-3-8105-1603-9.
- The Hollow Earth: The Narrative of Mason Algiers Reynolds of Virginia (1990)
  - Deutsch: Hohlwelt.Übersetzt von Kurt Bracharz. Heyne (Heyne SF&F #5887), München  1997, ISBN 978-3-453-12663-3.
- All the Visions: A Novel of the Sixties (1991)
- The Hacker and the Ants (1994)
- Saucer Wisdom (1998)
- Spaceland (2002)
- Hacker and the Ants, Version 2.0 (2003)
- Frek and the Elixir (2004)
- Mathematicians in Love (2006)
- Postsingular (2007)
- Hylozoic (2009)
- Jim and the Flims (2011)

Kurzgeschichtensammlungen
- The 57th Franz Kafka (1982)
  - Deutsch: Mixmischmasch. Übersetzt von Udo Breger. Fischer Taschenbuch #8705, Frankfurt a. M.  1988, ISBN 3-596-28705-7.
- Transreal! (1991)
- Gnarl! (2000)
- The Mad Professor: The Uncollected Short Stories of Rudy Rucker (2006)

### Als Herausgeber
- Mathenauts: Tales of Mathematical Wonder (1987)
- Semiotext Science Fiction (1989) (mit Peter Lamborn Wilson und Robert Anton Wilson)

## Kritik
- Florian F. Marzin über Herr über Raum und Zeit: „Rudy Rucker, in der Science Fiction kein Unbekannter, hat hier wieder einmal sein satirisches Talent unter Beweis gestellt und einen ausgeflippten Roman abgeliefert, der mit dem Genre und den Auswüchsen amerikanischen Lebensstils der Gegenwart respektlos umgeht. Locker geschrieben, entführen Ruckers chaotische Helden den Leser in eine fiktionale Welt, in der alles möglich und das Wahrscheinlichste unmöglich ist.“[3]